# Кънки бягане
Бързото пързаляне с кънки, наричано също бягане с кънки или кънки бягане (от английски: speed skating), рядко кънкобежен спорт, е олимпийски зимен спорт.
Уупражнява се на овална ледена писта с дължина 400 метра. На олимпийските игри скоростното пързаляне с кънки на дълга писта се нарича кънки бягане (speed skating), докато надпреварата на къса писта е различен спорт, който се нарича шорттрек (shorttrack).

## Правила
Състезателите се състезават по двойки, като единият бяга от външната, а другият от вътрешната страна на овала. Всякакви докосвания с противника или преминаване в полето му се наказват с дисквалификация. Изключение се допуска само след последния завой в дистанцията, когато е разрешено да се премине в полето на съперника, стига да не му се пречи.
Времената на състезателите се измерват и на финала печели по-бързият състезател. Скоростта, която достигат състезателите, е 60 км/ч.

## История
Бягането с кънки е сред най-старите зимни спортове. Световната федерация по кънки е основана през 1892 г. и е най-старата сред всички зимни спортове. В програмата на Олимпийските игри е от 1924 г.
То е считано за национален спорт в Нидерландия и Норвегия, където се радва на огромна популярност. Други световни сили са Канада, САЩ, Русия, Китай, Япония и Южна Корея.

## Дисциплини
На олимпийските игри се провеждат състезания по 12 дисциплини:
- за мъже – 500 м, 1000 м, 1500 м, 5000 м, 10 000 м, отборно преследване;
- за жени – 500 м, 1000 м, 1500 м, 3000 м, 5000 м, отборно преследване.

Съществуват и други дисциплини, които не са в олимпийската програма, като масов старт, маратон и др.